# Viny Vieira
Vinícius Vieira (São João Nepomuceno, 3 de julho de 1979), mais conhecido como Viny Vieira é um humorista e radialista brasileiro.

## Carreira
Aos 14 anos, começou a trabalhar como locutor de rádio, onde descobriu sua vocação e não parou mais. Ao longo de sua carreira, passou por diversas rádios até chegar na Jovem Pan, em São Paulo, por convite de Emílio Surita e Tutinha. Na Jovem Pan, começou a fazer “vozes” gerais até que foi convidado para fazer o Pânico, e entrou para o elenco de humoristas do programa no rádio. Com o tempo, foi mostrando seu talento e outros personagens foram aparecendo. Após anos sucesso no rádio, foi com o elenco original para a TV, onde ajudou a criar o Pânico na TV. Fez muitos quadros e personagens como GluGlu (imitação do apresentador Gugu), além deste, o Mano Quietinho, sátira de Netinho de Paula no quadro “Vô num Vô”, Luciano Huck, Galvão Bueno, Fausto Silva, entre outros.  Em 13 de dezembro de 2007, foi anunciada sua contratação pela Rede Record Em 2008, o humorista passou a fazer parte do elenco do programa Show do Tom. Também foi blogueiro do R7.
Integrou por 3 anos o elenco do programa Show do Tom ao lado de Tom Cavalcante e fez diversos personagens, quadros, esquetes e sátiras como "Bofe de Elite" de "Tropa de Elite", "O Curral", de "A Fazenda", "Vai dar no Couro", de "Vai dar Namoro", "Ridículos" de "Ídolos", entre outros. 

## Personagens

### Gluglu
Imitação do apresentador Gugu Liberato, personagem principal e mais famoso, que no Pânico na TV fazia os quadros Táxi do Gluglu, Banheira do Gluglu e Gluglu na minha casa, no Show do Tom fez o quadro Destruindo um Sonho.

### Mano Quietinho
Imitação do cantor Netinho de Paula, personagem que faz dupla com Mendigo, fazia os quadros Vô Num Vô e Dia de Tristeza no Pânico na TV, Netinho nunca disse o que acha do personagem.

### Marcelo Serrende
Imitação de Marcelo Rezende, que fazia os quadros E o Kiko? e as paródias do Leitura Dinâmica no Pânico na TV.

### Fausto Silva
Imitação de Fausto Silva, que fazia o quadro Caminhão do Faustão no Pânico na TV, onde Vinicius e um grupo de pessoas tinham que agir normalmente dentro de um caminhão em alta velocidade.

### Zé Fofinho
Personagem próprio, um nerd que parece estar grávido, pois usa uma barriga falsa.

### João Dólar
Paródia do ex-prefeito de São Paulo, João Doria.

## Filmografia

### Televisão
| Ano       | Título                 | Papel                   | Nota                         | Emissora  | Ref   |
| --------- | ---------------------- | ----------------------- | ---------------------------- | --------- | ----- |
| 2003-2007 | Pânico na TV           | Vários Personagens      |                              | RedeTV!   |       |
| 2008-2011 | Show do Tom            | Vários Personagens      |                              | RecordTV  |       |
| 2009-2011 | Hoje Em Dia            | Gluglu                  |                              | RecordTV  |       |
| 2012      | Tudo É Possível        | Repórter                |                              | RecordTV  |       |
| 2014      | Bastidores do Carnaval | Gluglu / João Kléber    |                              | RedeTV!   | [ 3 ] |
| 2014      | Muito Show             | Apresentador            |                              | RedeTV!   |       |
| 2014      | TV Fama                | Repórter                |                              | RedeTV!   |       |
| 2016-2019 | Multi Tom              | Vários Personagens      |                              | Multishow |       |
| 2017-2019 | Fofocalizando          | Repórter                |                              | SBT       |       |
| 2017-2019 | A Praça É Nossa        | Vários Personagens      |                              | SBT       |       |
| 2018      | Dra. Darci             | Lauro                   | Episódio: "Dupla Identidade" | Multishow |       |
| 2019      | A Fazenda 11           | Participante (6º lugar) |                              | RecordTV  |       |
| 2021-2022 | Encrenca               | Apresentador            |                              | RedeTV!   |       |

### Na música
Viny Vieira (2014)